# Akala, Nanjangud
Akala là một làng thuộc tehsil Nanjangud, huyện Mysore, bang Karnataka, Ấn Độ.